# Prosopocoilus nicollei
Prosopocoilus nicollei es una especie de coleóptero de la familia Lucanidae.

## Distribución geográfica
Habita en Tenasserim (Birmania).